# ワタナベボクシングジム
ワタナベボクシングジムは、東京都品川区西五反田に所在するボクシングジム。1981年7月に設立。会長は渡辺均。株式会社渡辺プロモーションが運営。

## 沿革
会長である渡辺均（わたなべ ひとし、1950年1月5日 - ）は、高校時代に新日本宇都宮ジム（現・宇都宮ボクシングジム）に通い、卒業後は国鉄職員として勤務の傍らプロを目指し、5度目のテストで合格。1969年にプロデビュー。最高位は日本ミドル級3位。
引退後の1975年に地元栃木県今市市（現・日光市）で今市ジムを開設したが、練習生が集まらず、東京への転勤を機に国鉄を退職するとともに、1981年7月に東京でジムを開設。これが現在のワタナベジムである。
1988年に日本ウェルター級王座を獲得した吉野弘幸を皮切りに東洋太平洋チャンピオンや日本チャンピオンを複数輩出しており、現在も多くの門下生を育てている。世界挑戦は1991年5月19日に平野公夫がWBC世界ストロー級の絶対王者リカルド・ロペスに挑戦したのが最初。以来ジムからの世界王座挑戦は失敗が続いた。しかし、2008年にJBCが女子を解禁すると、江畑佳代子を初の公式戦として世界王座に挑戦させ、その後富樫直美が公認初の女子かつジム初の世界チャンピオンとなった。そして2010年には、内山高志がジムとしては6度目の挑戦で初めて男子世界チャンピオンとなった。これにより男女世界チャンピオンを生んだ日本初のジムとなる。2016年に古川夢乃歌がジム2人目の女子世界チャンピオンとなり、フュチュールに次いで国内2例目、東日本では初の複数女子世界チャンピオンを輩出した。2024年1月現在、男子世界王者は帝拳、協栄に次いで国内3位となる7人、女子世界王者はフュチュールに次いで真正と並ぶ国内2位タイとなる4人輩出している。男女世界王者を輩出したジムとしては国内最多。
2002年1月からの一時期、当時のジム1階を借りていた中華料理宅配のチャイナクイック（後のCQエンターテイメント）が冠スポンサーとなり、「チャイナクイック渡辺ボクシングジム」という名称としていた（過去にもスポンサーがついた時期に「セラピーワタナベジム」名義になったことがある）。
かつてはヨネクラジムと共に極東プロモーションを窓口とするテレビ朝日「エキサイトボクシング」で自主興行を積極的に打っていたが、2000年代前半の同番組打ち切りに伴い日テレ系「ダイナミックグローブ」で打つようになった。一方でスカイ・A sports+とのタイアップで「チャレンジスピリットシリーズ」を主催していた。なお、世界タイトルマッチはテレビ東京系「ボクシングスペシャル」で放送されることが多かった（前出のロペスvs平野戦もテレ東が中継した）が2017年大晦日はTBS系「KYOKUGEN」内で放送されて、これ以降は「ガッツファイティング」で放送されていた。また2018年からは協栄に代わりガッツファイティングを主催していたが、2021年以降はフジテレビ「FUJI BOXINGダイヤモンドグローブ」やBOXING RAISEで放送されている（ガッツファイティング主催は志成に変更）。

## 所在地

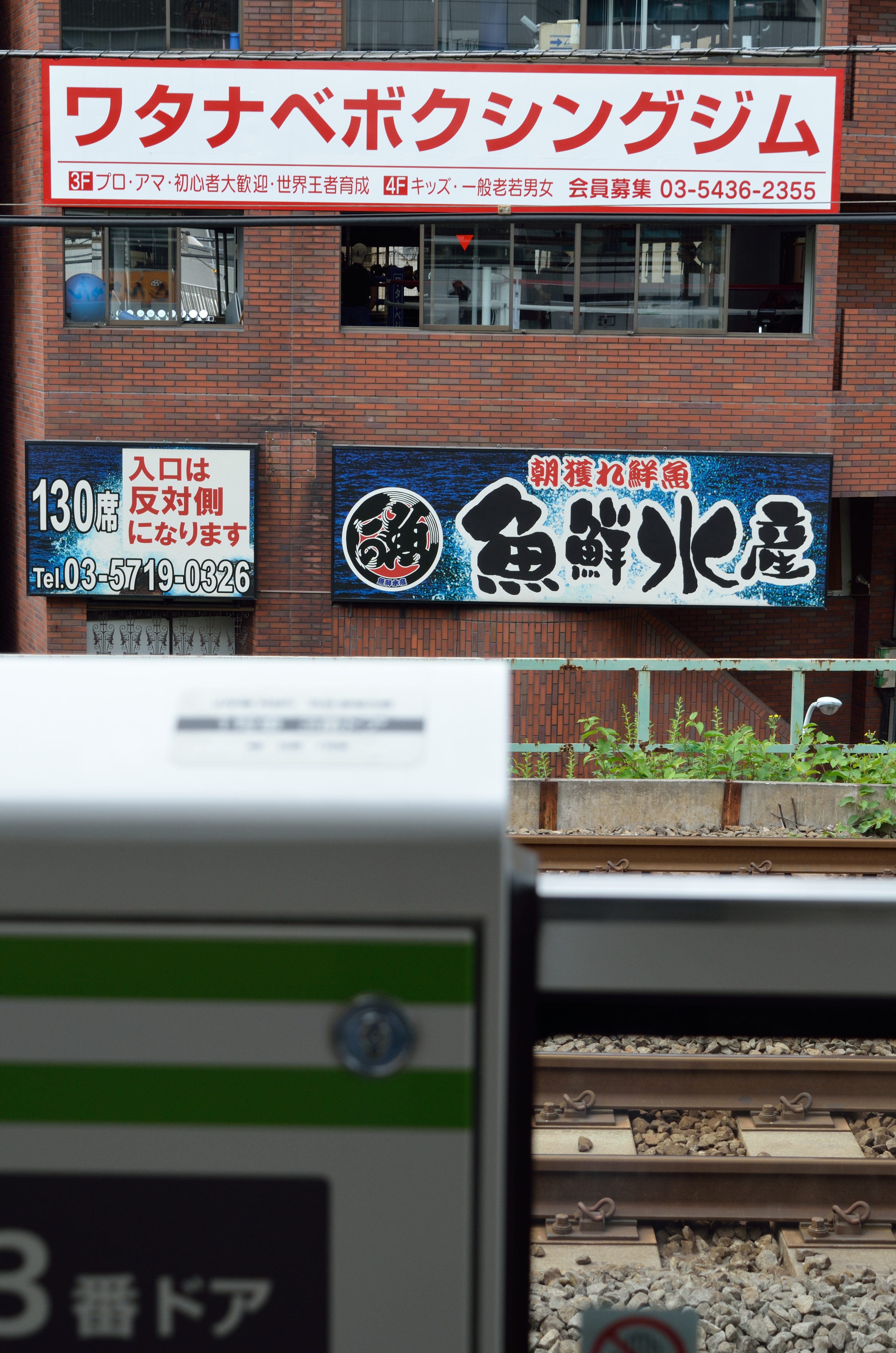
五反田駅プラットホームから見たジム（2015年5月）

JR山手線五反田駅に近接して建つビルの一つに入居している。2014年に移転する以前も五反田駅の線路際（プラットホームを挟んで現在地とは反対側）にあった。

## 所属選手

### ジム出身世界王者
※☆は現役選手
- 内山高志（WBAスーパーフェザー級）
- 河野公平（WBAスーパーフライ級）
- 田口良一（WBA・IBFライトフライ級）
- 京口紘人（IBFミニマム級、WBAライトフライ級）
- 谷口将隆（WBOミニマム級）☆
- 重岡銀次朗（IBFミニマム級）
- 重岡優大（WBCミニマム級。重岡銀次朗の兄）
- 富樫直美（WBC女子ライトフライ級）
- 古川夢乃歌（WBA女子ライトミニマム級）
- 江畑佳代子（WBO女子ミニフライ級）
- 宮尾綾香[注釈 1]（WBA女子アトム級暫定、IBF女子アトム級）

### 主な現役選手

#### 地域王者
- チャオズ箕輪
- 久我勇作
- 源大輝
- 千本瑞規
- 宇津木秀
- 高山涼深
- 藤原茜
- 富施郁哉
- 横山葵海

#### その他
- 杉田ダイスケ（現役警察官ボクサー）
- 湯場海樹（現日本ライト級ユース王者）
- 渡部大介（はじめの一歩30周年記念フェザー級トーナメント優勝）
- 関根幸太朗（2021年度全日本新人王MVP）
- 佐山万里菜（元なでしこリーガー）
- 松岡瑞稀（2021年10月筑豊より移籍）

### 過去の主な所属選手

#### 地域王者
- 吉野弘幸（ジム初のチャンピオン。一度プロボクシング引退→K-1参戦後、野口でボクサー復帰。現・エイチズスタイルボクシングジム会長）
- 鳥海純（現・TEAM 10 COUNT BOXING GYM会長）
- 柳光和博（現・RK蒲田ボクシングファミリー代表）
- 川村貢治
- 中島浩
- 冨山浩之介
- 柴田明雄
- 後藤あゆみ
- 平野公夫（元・厚木平野ボクシングジム会長）
- 加山利治（現・EBISU K's BOX会長）
- 大和武士
- 吉田拳畤（吉田健司でプロデビュー。笹崎に移籍して現リングネームとするも、2009年復帰）
- 加藤壮次郎（2011年に協栄より移籍）
- 梅津宏治
- 福原力也
- 和宇慶勇二
- 木村隼人（元WBOアジア太平洋スーパーフライ級暫定王者、元日本バンタム級暫定王者。横浜さくらより移籍[2]）
- 船井龍一
- 荒川仁人 （2015年4月八王子中屋より移籍）
- 小野心
- 秋山泰幸（2017年9月ヨネクラより移籍）
- 佐々木左之介（卓球ボクサー）
- 中山佳祐（2015年4月久留米櫛間より移籍）
- 谷山佳菜子
- 三代大訓（2023年2月に横浜光に移籍）

#### その他
- 将生潤（全日本社会人優勝者。プロ転向後に一時期引退状態を経て田中潤から改名して復帰）
- 國重隆（大阪帝拳時代に世界王座挑戦経験あり）
- 中川麦茶（2009年に本名の武田雄太でプロデビュー。2014年に角海老宝石に移籍）
- 松本晋太郎（2017年9月ヨネクラより移籍。ヨネクラ時代にOPBF東洋太平洋スーパーミドル級王座を獲得）
- アゲハアンドロイド（元総合格闘家・ボディビルダー）
- 堤聖也（2018年にプロデビュー。2019年に角海老宝石に移籍）
- 鈴木なな子（2017年にプロデビュー。2020年に三迫に移籍）
- 高橋怜奈（世界初の女医ボクサー）
- 緑川愛（2018年に船橋ドラゴンから移籍。2019年末日本女子王座挑戦後に神奈川渥美に移籍も引退）
- モンブランみき（元陸上自衛官。2020年6月reason押上より移籍。2022年に一力に移籍）
- ガチコ萩生田（声優）

## ワタナベファミリー
ワタナベジムOBが立ち上げたボクシングジムをワタナベファミリーと称し、2009年よりワタナベファミリー名義の興行を不定期で開催している。現在は元ワタナベジムマネージャーが立ち上げたDANGANとの合同興行として開いている。
- 厚木ワタナベボクシングジム
- エイチズスタイルボクシングジム
- RK蒲田ボクシングファミリー
- TEAM 10 COUNT BOXING GYM
- EBISU K's BOX
- Reason押上ジム